# 乔治亚·福斯特
喬治亞·福士特（Georgia Frost；1990年7月30日—），英国超級名模。她是高級時裝品牌：Burberry、Dolce & Gabanna的代言人。喬治亞上過Vogue、Harper's Bazaar、Evening Standard(封面)及i-D等雜誌，也有參與Comme des Garçons、Julien MacDonald、Peter Som等著名時裝及奢侈品的時裝展。